# Kårstein Eidem Løvaas

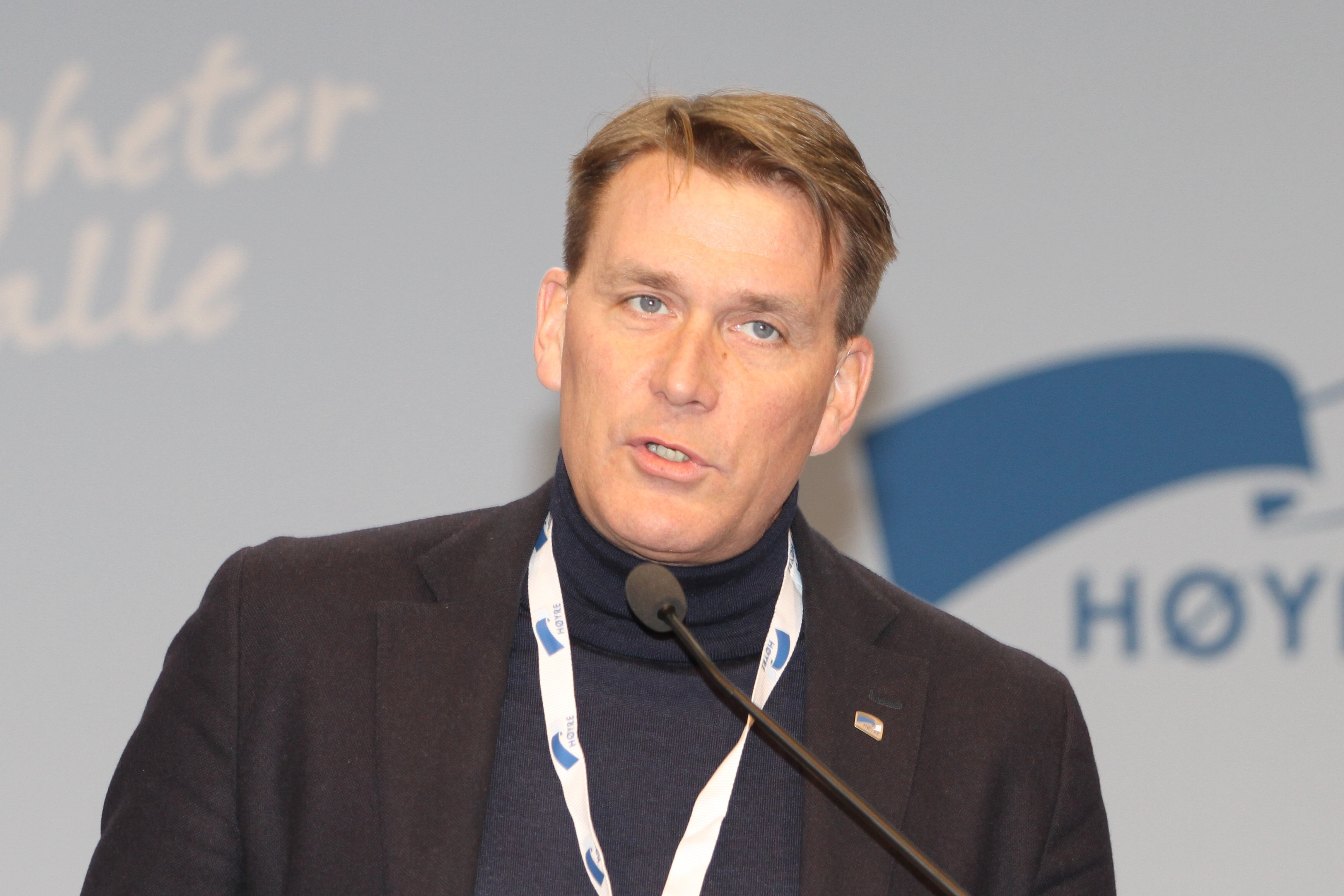
Kårstein Eidem Løvaas, 2017

Kårstein Eidem Løvaas (* 10. November 1967 in New Orleans) ist ein norwegischer Radiomoderator und Politiker der konservativen Partei Høyre. Von 2013 bis 2021 war er Abgeordneter im Storting.

## Leben
Nach dem Abschluss der weiterführenden Schule in Kongsvinger war er von 1987 bis 1989 beim norwegischen Militär tätig. Anschließend studierte er bis 1993 an der schwedischen Universität Lund im Verwaltungsbereich, er schloss das Studium aber nicht ab. Im Jahr 1991 begann er als Radiomoderator in Schweden zu arbeiten. Løvaas kehrte im Jahr 1994 nach Norwegen zurück, wo er bis 2013 bei P4 Radio Hele Norge Hörfunksendungen moderierte. Zwischen 1998 und 1999 fungierte er als Programmchef des Senders. In den Jahren 2007 bis 2011 saß Løvaas im Kommunalparlament von Nøtterøy.
Løvaas zog bei der Parlamentswahl 2013 erstmals in das norwegische Nationalparlament Storting ein. Dort vertrat er den Wahlkreis Vestfold und er wurde zunächst Mitglied im Kulturausschuss. Nach der Wahl 2017 wechselte er in den Wirtschaftsausschuss. Im Januar 2020 wurde er Teil des Fraktionsvorstands. Im Vorfeld der Stortingswahl 2021 verlor er gegen Erlend Larsen in einer Kampfabstimmung um den ersten Platz auf der Høyre-Liste in Vestfold. Løvaas erhielt schließlich keinen Platz auf der Wahlliste. Er schied in der Folge im Herbst 2021 aus dem Storting aus.